# Ristedt
'Ristedt este o comună în Saxonia-Anhalt, Germania